# نت بلو
در موسیقی جاز و بلوز، نت بلو (انگلیسی: blue note به معنای کبود یا اندوهگین) یا نت "نگران" (انگلیسی: "worried" note) نتی است که برای دلایلی احساسی، متفاوت با زیروبمی استاندارد، اجرا می‌شود. فاصله این نت معمولاً چیزی بین ربع پرده و نیم پرده قرار دارد ولی در سبک‌ها و اجراهای مختلف متفاوت است.